# Dinastia 00 dell'Egitto
La dinastia 00 si sviluppò durante il periodo di Naqada III durante il predinastico e identifica i sovrani che precedettero la dinastia 0.

## Lista di Dreyer
Per maggior precisione, relativamente alle dinastie 0 e 00 il periodo di Naqada III si divide in:
- Naqada III a1 e a2 = corrispondente alla dinastia 00 dal XXXIII secolo a.C. al XXXII secolo a.C. circa
- Naqada III b1 e b2 = corrispondente alla dinastia 0 dal XXXII secolo a.C. al XXX secolo a.C. circa[2]

Il termine dinastia è da considerarsi non corretto in quanto nell'elenco, non essendo ancora avvenuta l'unificazione dell'Egitto e non esistendo, quindi, una discendenza dinastica sovrana, vi sono inseriti nomi di re o capi locali, spesso vissuti anche nello stesso periodo e indifferentemente nei territori della Valle, del Delta ed anche dell'Egitto più meridionale.
Nel 1992 Edwin C. M. van den Brink identificò nella dinastia 00 i sovrani di Tjeni seppelliti nella necropoli arcaica di Abido e Günther Dreyer la ampliò con altri nomi decifrati dai numerosi reperti provenienti dalla necropoli di Umm el-Qa'ab, l'antica Peqer, quali:
- Orice
- Conchiglia
- Pesce
- Elefante
- Toro
- Cicogna
- Canide
- Testa di Bovino
- Scorpione I
- Falco I
- Min
- Falco II
- Leone
- Doppio falco

Le fonti di Dreyer furono le iscrizioni dei nomi su osso, vasi e sigilli trovati ad Abido unitamente alle iscrizioni sulle statue di Min e sulla Tavolozza delle città ma la cronologia è incerta poiché si parla di regni antecedenti le fonti scritte, per cui Dreyer aggiunse alla lista anche i nomi dei sovrani che potrebbero appartenere sia alla dinastia 0 sia a quella 00 quali:
- Nb o R
- Hedjw-Hor[6] forse dinastia 0
- Pe+Elefante
- Ny-Hor: probabile dinastia 0
- Hat-Hor probabile dinastia 0
- Pe-Hor: dalla necropoli di Qustul, forse dinastia 0
- Coccodrillo[4]
- Falco+Mer: dalla necropoli di Tarkan

Questi sovrani appartenevano a Tjeni ed a Nekhen poiché durante il predinastico nell'Alto Egitto vi erano tre grandi insediamenti umani governati da monarchie ereditarie che erano: Tjeni, Nubt, Nekhen.